# Convolvulus floridus
Convolvulus floridus L.f., conocido como guaidil, es una especie de arbusto perteneciente a la familia Convolvulaceae originaria de la Macaronesia.

## Descripción

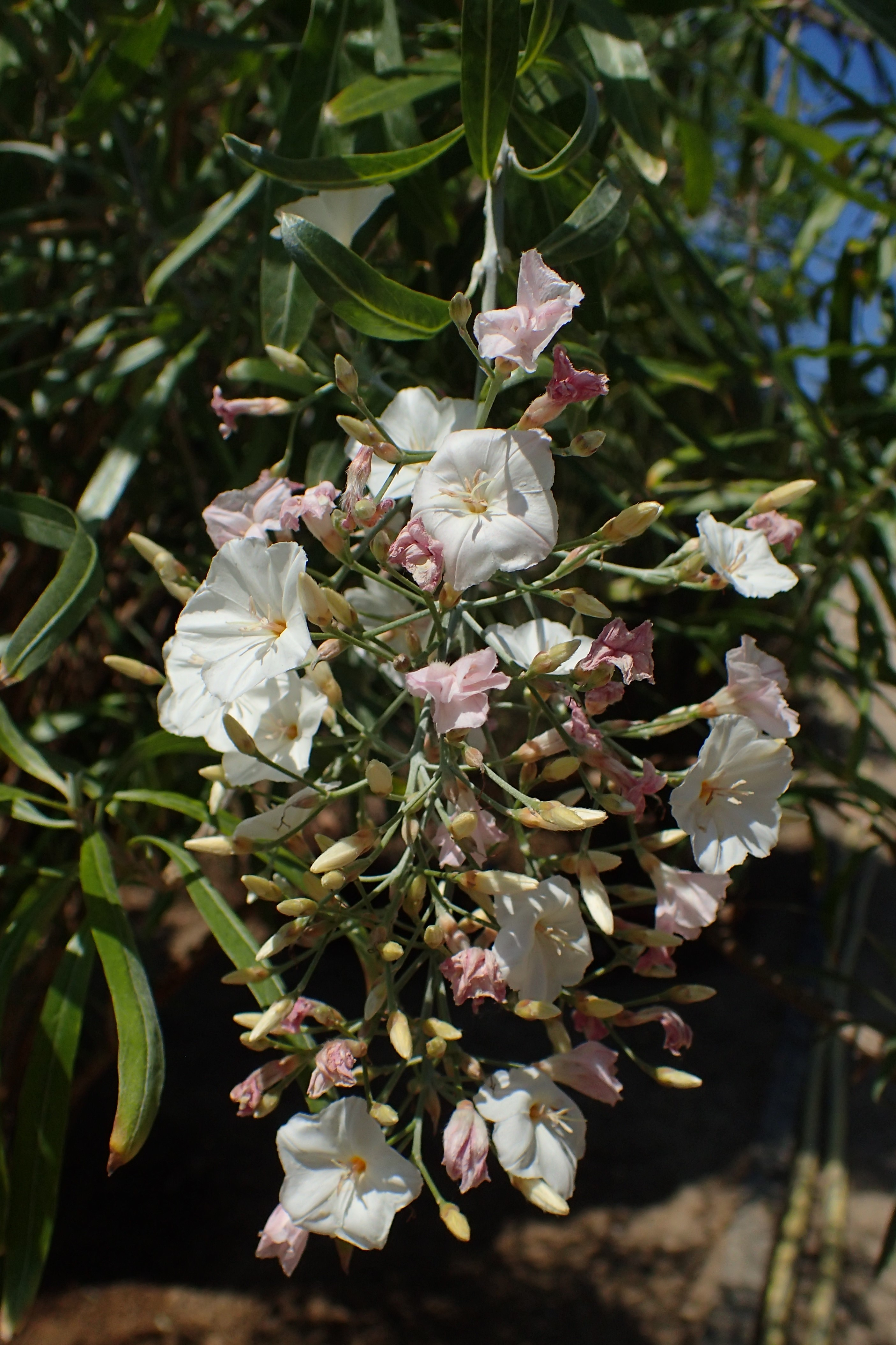
Detalle de la inflorescencia.

Son especies endémicas arbustivas erectas. Se diferencia por sus hojas, que son oblongas y por sus inflorescencias paniculadas y terminales con numerosas flores de color blanco.
La floración se extiende desde finales de invierno hasta principios de verano.
Se consideran cuatro variedades atendiendo a la morfología de las hojas:
- floridus, presente en todas las islas;
- angustifolius Pit., en Gran Canaria, Tenerife, La Gomera y La Palma;
- densiflorus Car. en Tenerife y La Gomera;
- virgatus (Webb et Berth.) Mend.-Heu., en Gran Canaria y Tenerife.

## Distribución y hábitat

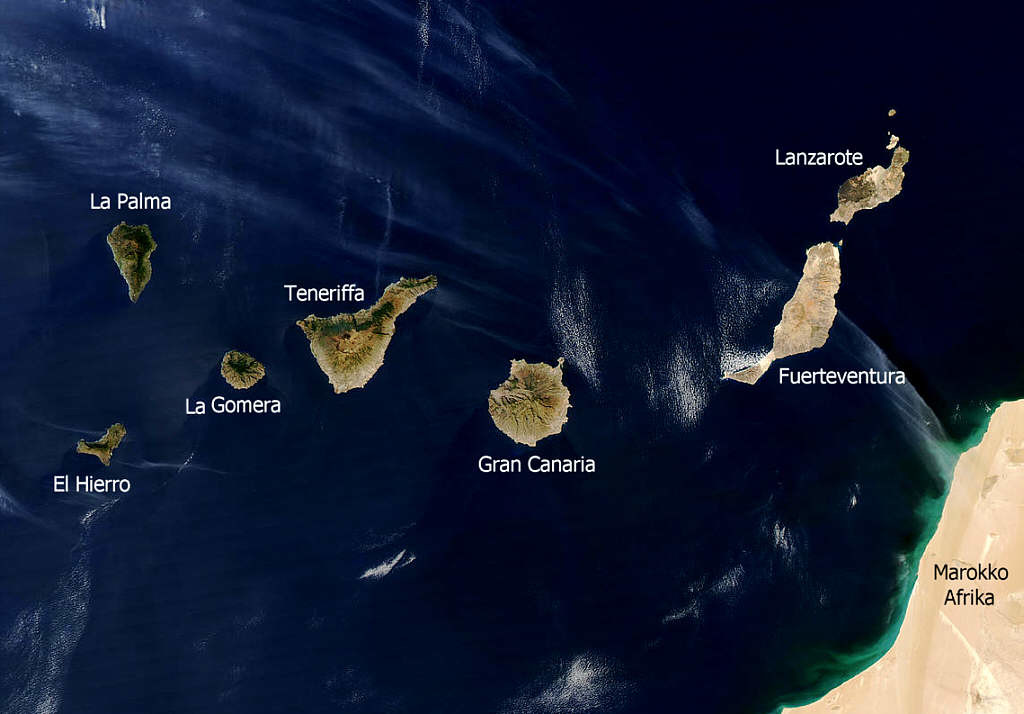
Islas Canarias 2002

Es una especie endémica de las islas Canarias ―España―, estando presente en todo el archipiélago aunque es raro en las islas de Lanzarote y Fuerteventura.
Crece sobre riscos basálticos y en laderas semiáridas, entre los 200 y los 600 metros sobre el nivel del mar, formando parte de los matorrales del tabaibal-cardonal y de los bosques termófilos.

## Taxonomía
Convolvulus floridus fue descrita por Carlos Linneo el Joven y publicada en Supplementum Plantarum en 1782.
Etimología
Convolvulus: nombre genérico que procede del latín convolvere, que significa 'enredar'.
floridus: epíteto latino que significa 'florido', aludiendo a la abundante floración de esta especie.
Sinonimia
El taxón presenta los siguientes sinónimos:
- Rhodorhiza florida (L.f.) Webb
- Rhodorhiza florida var. angustifolia Pit.
- Rhodorhiza florida var. densiflora (Christ) Pit.
- Rhodoxylon floridum (L.f.) Raf.

## Importancia económica y cultural
Posee valor como planta ornamental, siendo ampliamente utilizada en parques y jardines.
Para su cultivo debe tener exposición de pleno sol y clima cálido, resistiendo heladas ocasionales hasta -1 °C, creciendo en cualquier tipo de suelo bien drenado. El riego debe ser moderado, resistiendo bien la sequía.

## Nombres comunes
El nombre común más extendido para esta especie es guaidil o guaydil. Localmente también se la conoce como anuel en La Palma o como chagil y aguaidil en zonas de Tenerife.
Aunque el botánico Miguel Colmeiro y Penido recogió la denominación de palo de rosa en su Diccionario de los diversos nombres vulgares de muchas plantas usuales ó notables del antiguo y nuevo mundo para esta especie, este nombre hace referencia en realidad al Convolvulus scoparius.